# Ohmella libidinosa
Ohmella libidinosa är en halssländeart som först beskrevs av H. Aspöck och U. Aspöck 1971.  Ohmella libidinosa ingår i släktet Ohmella och familjen ormhalssländor. Inga underarter finns listade i Catalogue of Life.